# Acham enbathu madamaiyada
Acham enbathu madamaiyada – piosenka z indyjskiego filmu w języku tamilskim Mannadhi Mannan (1960).
Jej tekst napisał Kannadasan, muzykę skomponowali M.S. Vishwanathan oraz T.K. Ramamurthy, natomiast głos podłożył T.M. Soundararajan (TMS). Na ekranie wykonywał ją M.G. Ramachandran (MGR). Jak wiele piosenek z jego udziałem pełni funkcję edukacyjną. Odwołuje się do tamilskiej historii i kultury, opowiada o chwale i bohaterstwie Drawidów. Uznana za wielki przebój, do dziś cieszy się znaczną popularnością.